# Alberto González Vergel
Alberto González Vergel   (Rojals, 10 de desembre de 1922 - Gijón, 12 de febrer de 2020) fou un director de teatre i televisió valencià.

## Trajectòria
Malgrat estudiar Ciències Químiques, es va dedicar des de jove a tasques de direcció teatral, primer en la seva localitat natal, i més tard dirigint el TEU de Múrcia.
En 1949 s'instal·la en Madrid, on desenvolupa el gruix de la resta de la seva carrera professional i on ha estat professor de la Real Escuela Superior de Arte Dramático. Entre les obres que ha dirigit, figuren Final de partida (1957), de Samuel Beckett; El chico de los Winslow (1958), de Terence Rattigan; Largo viaje del día hacia la noche (1960), d'Eugene O'Neill; Inquisición (1961), de Diego Fabbri; La camisa (1962) i English spoken (1968), ambdues de Lauro Olmo; La noche de la iguana (1964), de Tennessee Williams; La estrella de Sevilla (1958), de Félix Lope de Vega; Otelo (1971), de Shakespeare; Nueve brindis por un rey (1974) i La piel del limón (1976), de Jaime Salom; El príncipe constante (1988), de Calderón de la Barca; La loba (1993), de Lillian Hellman o Las brujas de Salem (2007) d'Arthur Miller.
Per a Televisió espanyola va dirigir més de 500 peces dramàtiques en espais com Primera fila, Novela o Estudio 1 i sèries com A través de la niebla (1971-1972) o Las viudas (1977), protagonitzada per Lola Herrera o Veraneantes (1985).
Entre 1970 i 1976 va dirigir el Teatro Español.

## Premis
- Premio Nacional de Teatro (1962)
- Premi Nacional de Televisió
- Premis Ondas 1967
- Corbata de l'Orde d'Alfons X el Savi